# Wonder Word
『Wonder Word』（ワンダー ワード）は、2014年8月17日に発売されたEveの1枚目のミニ・アルバムである。

## 概要
Eve初のアルバムで、自主制作で発売。
Eveが参加しているグループのRiot of colorの1作目のアルバム『Riot of color』も同時発売。
ジャケットなどのイラストはイラストレーターのくろのくろが手がけている。
2014年夏のコミックマーケット86の8月17日に東地区"シ"82aスペースにて頒布された。会場特典として、特典ステッカー全2種のうちランダム一種が付けられた。同年8月22日に大阪の南堀江knaveで行われたワンマンライブ「自由登校」でも販売され、特典として、特典缶バッジ全2種のうちランダム1種が付けられた。また同日に通販サイトでも、特典としてステッカーを付けて販売された。
2021年12月30日より、『Round Robin』と共にアニメイト及びBOOTHで再生産販売された。

## 収録内容
| #         | タイトル         | 作詞      | 作曲      | 編曲             | 時間  |
| --------- | ---------------- | --------- | --------- | ---------------- | ----- |
| 1.        | 「よるのゆめ」   | 想太      | 想太      |                  | 3:45  |
| 2.        | 「アルカリ成人」 | ただのCo  | ただのCo  |                  | 3:48  |
| 3.        | 「線香花火」     | ラムネ    | ラムネ    |                  | 4:14  |
| 4.        | 「へロウメロウ」 | ただのCo  | ただのCo  |                  | 3:37  |
| 5.        | 「蜃気楼」       | Eve       | 想太      | ラムネ・ただのCo | 3:42  |
| 6.        | 「またあした」   | 想太      | 想太      |                  | 3:13  |
| 7.        | 「夜を超えろ」   | ラムネ    | ラムネ    |                  | 3:19  |
| 合計時間: | 合計時間:        | 合計時間: | 合計時間: | 合計時間:        | 25:38 |

## クレジット
- Eve - Vocal

- tomobop - Engineering
- 快晴P - Programming
- 夏代孝明 - Chorus (Track7)

- くろのくろ - Illustration
- 想太 - Design